# Prince & Knight
Prince & Knight és un llibre il·lustrat infantil escrit per Daniel Haack i il·lustrat per Stevie Lewis. Prince & Knight explica la història d'un príncep que s'enamora d'un cavaller després de treballar junts per lluitar contra un drac que amenaça el regne.
Prince & Knight va ser publicat originalment en anglès per Little Bee Books el 2018 i és l'esforç inaugural d'una associació entre Bonnier Publishing USA i el grup de defensa dels mitjans GLAAD. L'associació està dirigida a integrar i elevar la representació positiva LGBTQ a la literatura infantil. El llibre també s'ha publicat per al públic canadenc i japonès amb un llibre complementari després del seu llançament.
El llibre ha rebut tants elogis com oposició a causa de la naturalesa del seu contingut, guanyant diversos premis i contractant diversos reptes de conservadors socials d'arreu dels Estats Units que desafien la peça de literatura infantil sobre la base de l'adequació i la moralitat donada al públic destinat.

## Argument
Aquest llibre explica la història d'un príncep que pròximament heretarà el càrrec de rei. Per aquesta raó, els seus pares volen trobar una núvia per ell per tal d'ajudar-lo a governar. Tots tres viatgen als regnes propers per conèixer diferents princeses, però el príncep no troba el que busca.
Mentre està de viatge, el príncep rep la notícia que un drac està atacant el seu regne. Per tant, torna a lluitar i arriba un cavaller per ajudar-lo. Treballant junts, el cavaller utilitza el seu escut per encegar el drac, cosa que permet al príncep atrapar la bèstia amb èxit. Tanmateix, en fer-ho, el príncep perd l'equilibri i cau i, el cavaller l'agafa en braços.
Tots dos donen les gràcies per haver salvat les seves vides i s'enamoren. El seu matrimoni és totalment acceptat per la comunitat i pels pares.

## Publicació i antecedents
Prince & Knight es va publicar per primera vegada en tapa dura l'1 de maig de 2018, com a títol principal d'una associació entre Bonnier Publishing USA i GLAAD. El llançament va rebre una atenció important de la premsa, incloent-hi A Plus, el Chicago Tribune, Gay Times, NewNowNext, PinkNews, PopSugar, The TODAY Show, i TheWrap.
En entrevistes amb GLAAD i HuffPost, Haack va assenyalar que es va inspirar per escriure Prince & Knight després de veure una manca de representació LGBTQ+ als mitjans infantils, especialment aquells amb personatges humans. En elaborar la narració, va pensar específicament que «seria divertit jugar amb els arquetips del príncep encantador i el cavaller amb armadura brillant».
La presidenta i directora general de GLAAD, Sarah Kate Ellis, comentant la naturalesa de l'associació Bonnier Publishing/GLAAD i la importància de la representació queer a la literatura, va dir: «[Els llibres] són una progressió natural per fomentar la consciència, l'amabilitat i l'acceptació a una edat primerenca» i que « és tan important que els meus dos fills i altres com ells vegin reflectides les seves famílies als mitjans».
A més de la còpia de tapa dura original, Scholastic Canada i Oakla Publishing van publicar edicions en francès (Le Prince Et Le Chevalier) i en japonès (王子と騎士), respectivament. Scholastic Corporation va publicar una edició especial de butxaca el 2019 per al seu Scholastic Book Club a l'escola, i el 2020 es va publicar una versió de llibre de taula
L'abril de 2019 es va publicar un llibre complementari, Maiden &amp; Princess, escrit conjuntament per Haack i Isabel Galupo i il·lustrat per Becca Human. En aquest llibre infantil, un príncep valent arriba a la majoria d'edat i es fa una bola per trobar-li una núvia. Una noia guerrera assisteix, però no estima el príncep, sinó que s'enamora d'una noia que coneix fora. Aquesta noia resulta ser la princesa del regne. Maiden &amp; Princess presenta personatges diversos i un missatge sobre mantenir-se fidel a un mateix.

## Recepció i crítica
Prince & Knight ha rebut crítiques positives de la indústria des del seu llançament. Kirkus Reviews li va donar una ressenya destacada, titllant-lo de victoriós i el conte de fades queer-friendly per a aquesta edat. El School Library Journal va dir: «Aquest és un conte de fades il·luminador per als lectors joves. . . Una gran addició a qualsevol biblioteca o aula». De la mateixa manera, el Chicago Tribune va escriure que «el nouvingut Daniel Haack ha escrit un conte de fades LGBT molt necessari [que] toca les notes adequades; alhora és real i viu a la màgia de l'amor veritable». Bookish va assenyalar que «Haack ha escrit un conte de fades magníficament inclusiu, fet encara més especial per les il·lustracions màgiques de Stevie Lewis».

## Censura
Segons l'Oficina per a la Llibertat Intel·lectual de l'Associació Americana de Biblioteques, Prince & Knight va ser el cinquè llibre més desafiat del 2019. Els motius que s'exposen sovint per al llibre a ser impugnat inclouen el seu contingut LGBTQIA+; per ser un intent deliberat d'adoctrinar els nens petits amb el potencial de causar confusió, curiositat i disfòria de gènere; i per entrar en conflicte amb un punt de vista religiós.
Deborah Caldwell Stone, directora executiva de l'Oficina per a la Llibertat Intel·lectual, diu: «La nostra preocupació [com a organització] és el fet que molts dels llibres siguin llibres adequats per a l'edat i per al desenvolupament destinats als joves», però estan qüestionats perquè «els suposadament avançar en una agenda política o sexualitzar nens». Segons les conclusions de l'ALA, els reptes provenien de pares, legisladors i líders religiosos.

## Reconeixements
Prince & Knight va ser nomenat a la llista Rainbow List 2019 de l'Associació Americana de Biblioteques. També va ser nominada al Goodreads Choice Award al millor llibre d'imatges i va ser nomenat millor llibre infantil del 2018 per Amazon, el Chicago Tribune, Kirkus Reviews, i PopSugar.